# Симо Будимир
Симо Будимир је био економ, народни посланик Краљевине Југославије и председник општине Мркоњић Град. Рођен је 1889. године у Варцар Вакуфу (данашњем Мркоњић Граду) у земљорадничкој породици. Поред земљорадње као основног занимања, отац Ђуро му се бавио трговином и угоститељством. Основну школу је завршио у родном граду, а средњу пољопривредну школу у месту Геделе код Будимпеште. Био је ожењен Јелисаветом Чебеџић и имао је четворо деце: Велимира, Светомира, Мелису и Смиљку.
Симо Будимир је учествовао у четничким борбама у Старој Србији у одредима Војина Поповића Вука и Јована Бабунског. Касније, током Првог светског рата, борио се у одреду Војислава Танкосића. За време Церске битке је био тешко рањен и заробљен, и као аустријски држављанин осуђен на смрт. Спасао га је непознати чешки лекар у аустријској војној болници.
Након завршетка рата, радио је као срески економ и референт, а два пута је биран и за председника мркоњићке општине. Године 1935. је изабран на народног посланика на листи Богољуба Јевтића и у Народној скупштини Краљевине Југославије је углавном говорио о проблемима села и пољопривредне производње. На позив бугарског митрополита Стефана јуна 1937. је посетио Бугарску и одатле донео две скупоцене иконе за цркву у селу Подбрдо. У јулу 1937. године је искључен из посланичког клуба владине већине, због гласања против предложеног нацрта конкордата. Након тога се вратио у Мркоњић Град.
Симо Будимир је био заступник интегралног југословенства. Залагао се за равномерни развој свих делова Краљевине Југославије, а посебно се интересовао за развов привреде свог среза. Помагао је школовање најсиромашније деце из Мркоњић Града и заузео се за отварање женске занатке школе у овом месту 1935. године. Осим тога, био је један од утемељивача Српског просветног и културног друштва „Просвјета“ у Сарајеву и активан члан Певачког друштва „Николајевић“.
Као истакнути народни првак Босанске Крајине, ухапшен је 10. маја 1941. године и убијен од стране усташа у логору Јадовно на планини Велебит.